# 다테 마사무네
다테 마사무네(일본어: 伊達 政宗, 1567년 9월 5일 ~ 1636년 6월 27일)는 센고쿠 시대 데와와 무쓰의 센고쿠 다이묘이며 제17대 다테 가의 당주이자 에도 시대 무쓰 센다이번의 초대 번주다. 본성은 후지와라씨(藤原氏)로 다테 도모무네(伊達朝宗)를 시조로 한다. 다테 데루무네의 적장자로, 어머니는 모가미 요시모리의 딸 요시히메(義姬)다.
휘(諱)인 '마사무네'는 다테가 중흥의 선조라고 알려진 무로마치 시대 초기의 제9대 당주 다이센다이부(大膳大夫) 마사무네와 같기 때문에 구별하기 위해 도지로 마사무네라고 부르기도 한다. 관직도 그는 선대와 달리 사쿄다이부(左京大夫)였다. 세 살 때 천연두로 오른쪽 눈을 잃어 독안룡(獨眼龍)이란 별명도 있으며, '도호쿠왕'(東北王) 또는 '오슈의 용'이라고도 불렸다. 아명은 본덴마루(梵天丸), 자(字)는 도지로(藤次郞)다. 호는 데이잔(貞山), 사후 신호(神號)는 다케루히코노미코토(武振彦命)로써 아오바(靑葉) 신사에서 모시고 있다.

## 생애

### 어린 시절
1567년(에이로쿠 10년) 데와의 요네자와 성에서 태어난 그는 1571년(겐키 2년) 천연두로 오른쪽 눈을 잃었다. 그의 생모는 후일 그보다는 그의 동생 고지로(小次郎)를 편애했는데, 이를 후대의 호사가들은 그녀가 마사무네의 신체적 결함을 싫어했기 때문이라 말하기도 한다.
1577년(덴쇼 5년)에 원복(성인식)을 치렀다. 무쓰의 슈고 다테 집안의 성인식 전통은 무로막치 막부의 세이이대장군에게 이름을 한 자 내려받는 것이었다. 이에 그도 숙부 이시카와 아키미쓰(石川昭光)처럼 제15대 쇼군 아시카가 요시아키의 '아키(昭)'를 내려받아 '다테 아키무네(伊達昭宗)'가 됐어야 하나, 이미 요시아키가 오다 노부나가에 의해 빈고 지방으로 쫓겨난 상태였으므로 문무겸전의 선조 이름인 '마사무네(政宗)'라 정했다.
1579년(덴쇼 7년) 센도(仙道)의 센고쿠 다이묘 미하루(三春) 성주 다무라 기요아키(田村淸顯)의 딸 메고히메(愛姫)와 혼인했다. 1581년(덴쇼 9년) 이웃 센고쿠 다이묘 소마씨(相馬氏)와의 전투가 그의 처녀출전으로서 곧 승리했다. 그의 나이 15세였다.

### 가독 상속에서 스리아게하라(摺上原) 전투까지
1584년(덴쇼 12년) 아버지에게 가문을 물려받아 다테 집안의 17대 당주가 됐다. 데루무네는 41세로 아직 한창 때였으나 아들에게 가독(家督)을 넘겨줬다. 이에 오데모리(小手森) 성주 오우치 사다쓰나(大內定綱)는 아시나(蘆名) 집안의 가신이던 니혼마쓰(二本松) 성주 니혼마쓰 요시쓰구와 손잡고 다무라씨의 지배에서 이탈, 마사무네에 맞서려 했다. 이에 덴쇼 13년(1585년), 마사무네는 오데모리 성을 공격했다. 이때 그는 항복을 인정하지 않고 성에 대한 철저한 학살과 파괴를 행하는 비정한 일면을 보였다. 당시 호족의 대부분이 서로 친척 내지는 연척 관계였던 오슈에서 이러한 몰살 전술은 여지껏 전례가 없었던 대사건이었으며 인근 센고쿠다이묘를 공포에 빠뜨렸다. 이는 주변에 대한 경고의 뜻이기도 했다(그러나 한편으로 마사무네는 훗날 전략적인 차원에서 사다쓰나를 가신으로 받아들이기도 했다).
사다쓰나의 몰락을 가까이서 지켜본 니혼마쓰 요시쓰구는 화해를 신청했고, 데루무네의 중재로 그의 소유 다섯 개 마을만을 하타케야마씨 소유로 넘겨주게 되었다. 그런데 데루무네는 영지 안도건 등의 문제로 회견했던 요시쓰구에게 곧 납치된다. 당시 사냥 중이던 마사무네는 이 소식에 다급히 돌아와 니혼마쓰 일행을 뒤쫓았고, 사격을 명령하여 이들을 한 명도 남기지 않고 전원 몰살시켜 버렸다고 한다. 아버지 데루무네도 이때 죽었다(이 사건에 대해서는 데루무네가 마사무네에게 그렇게 하도록 시켰다는 설도 있고, 마사무네가 의도적으로 아버지를 죽이고자 했다는 설 등 여러 설이 있다).
그 뒤 아버지의 공양을 위한 7일간의 법요를 끝낸 마사무네는 아버지를 애도하기 위한 전투라며 니혼마쓰 성을 포위했고, 니혼마쓰 집안을 돕기 위해 사타케 요시시게가 규합한 남부 오슈의 아시나 · 소마 · 이와키 · 유키 · 니카이도(二階堂) 집안 등 3만의 반(反)다테 연합군과 아다치군의 히토토리(人取) 다리에서 사투를 벌였다. 숫적으로는 1/5 이하의 전력이었던 다테군은 고전을 면치 못했지만, 고령의 중신 오니니와 요시나오의 최전선에서의 분전으로 마사무네는 간신히 모토미야(本宮) 성으로 도망쳐서 목숨을 건졌다(히토토리바시 전투). 결국 사타케가문이 자국내 사정으로 인해서 퇴각하자, 다른 가문들도 사타케를 따라서 퇴각하였다(그 후 사타케 집안은 호조와의 싸움으로 오슈에서 신경을 끄게 되었다).
마사무네는 다시 전투에 임하여 덴쇼 16년(1588년)에 고오리산(郡山) 전투에서 상대국의 영토를 빼앗았고, 아내 메고히메의 친정인 다무라 집안의 협력을 얻어 지금의 후쿠시마 현 중부까지 지배하에 두었다. 당시의 간파쿠 도요토미 히데요시는 간토 · 도호쿠의 여러 다이묘, 특히 간토의 호조 집안과 도호쿠의 다테 집안에 대해 총무사령(總無事令, 개인적인 전투 금지)을 내렸지만, 마사무네는 히데요시의 명령도 무시한 채 전쟁을 계속 이어나갔고, 그 해 북방의 오자키(大崎) 집안의 내분에 개입해 1만의 군사로 침공을 감행하지만 오자키 집안의 완강한 저항과 아군인 구로카와 하루우지(黑川晴氏)의 배반, 그리고 폭설에 의해 패배한다. 이 틈에 다테 집안 소유 영지 남쪽에 아시나·니카이도 집안 등이 침공해 왔으며, 백부 모가미 요시미쓰와도 일촉즉발의 사태까지 갔지만 어머니 요시히메의 중재로 화해가 성립되어 간신히 궁지를 벗어났다(오자키 전투).
덴쇼 17년(1589년)에는 도호쿠의 패권을 놓고 아이즈번의 아시나 요시히로(蘆名義廣) · 사타케 요시노부의 연합군과 싸운다. 이 싸움을 스리아게하라 전투(반다이 산기슭·이나와시로정猪苗代町町 부근)이라고 한다. 그 무렵 아시나 집안은 이미 간파쿠 히데요시를 따르고 있었으므로, 마사무네가 아시나 집안과 싸운다는 것은 히데요시에 대한 도전을 의미했다. 아시나 요시히로는 1만 5천, 마사무네는 2만 1천을 이끌고 각자 반다이 산 중턱에 진을 쳤다. 이 싸움에서 마사무네는 요시히로측 기마 무사 3백 기, 군사 2천 남짓을 죽였다고 하며, 마침내 구로카와(黑川) 성을 함락시키고 아시나 집안을 멸망시킨 마사무네는 아이즈 지방을 지배하에 두게 되었고, 거듭 군사를 스카(須賀) 강으로 진군시켜 니카이도 집안마저 멸망시켰다. 이 싸움을 전후해 시라카와 요시지카(白河義親)·이시카와 아키미쓰(石川昭光)·이와키 쓰네타카(岩城常隆)가 차례대로 마사무네에게 복속했다.
이 때 마사무네는 지금의 일본 후쿠시마 현과 아이즈 및 야마가타현의 남부, 미야기 현의 남부를 다스리며 전국적으로도 굴지의 영토 규모를 자랑했다. 여기에 시라카와 집안이라는 남부 무쓰의 여러 호족, 그리고 지금의 미야기현이나 이와테현 일부를 지배하던 오자키·가사이(葛西) 집안도 마사무네의 세력하에 있었다.

### 오다와라 전투와 도요토미 정권 치하에서
그 무렵 중앙에서는 도요토미 히데요시가 오다 노부나가의 통일사업을 이어받아 한창 진행 중에 있었고 간토의 호조 집안을 멸하기 위한 전쟁을 벌였다. 다테 집안에 대해서도 히데요시는 교토로 올라와 공순의 뜻을 보이라고 재촉하는 서신을 여러 번 보냈지만, 마사무네는 이것을 무시하고 있었다. 마사무네는 아버지 데루무네의 대부터 호조 집안과는 동맹관계였으므로, 히데요시와 싸울 것인가 오다와라 전투에 가담할 것인가를 끝내 고민했다고 한다.
히데요시가 오다와라를 포위(오다와라 정벌) 중이던 덴쇼 18년(1590년) 5월, 도요토미 정권의 오봉행 가운데 한 명이었던 아사노 나가마사로부터 오다와라 전투에 동참할 것을 재촉받자 마침내 마사무네는 5월 9일에 아이즈를 떠나 요네자와·오구니를 거쳐 에치고 · 시나노를 돌아 도쿠가와령인 가이를 거쳐 오다와라에 이르렀다. 히데요시가 동원한 병력의 수를 감안한 마사무네는 히데요시에 복속해, 히데요시는 마사무네가 가지고 있던 본령을 그에게 안도했다(다만 아이즈는 히데요시의 명령에 반한 행위로 간주되었으므로, 아이즈의 영지는 몰수되어 72만 석이 되었다). 기록에는 이 때 오다와라 공격에 늦게 참여했다는 이유로 히데요시는 마사무네를 감금한 채 위협했지만, 마사무네는 히데요시의 명을 받아 그를 힐문하러 온 마에다 도시이에 등에게 "센노 리큐에게 다도를 배우고 싶다"고 신청해 히데요시 등을 감탄시켰다고 한다.(이는 히데요시의 성격을 파악하고 행동한 것으로 전해진다.)
동맹을 맺고 있던 다테 집안의 마사무네가 히데요시에게 복속하면서, 마사무네의 동맹이었던 호조 우지마사·우지나오 부자는 히데요시에게 항복했고, 마사무네의 거성 아이즈·구로가와 성에 들어온 히데요시는 오슈 징계(奧州仕置)를 실시했다. 이로써 히데요시의 '센고쿠 통일'은 달성되었다(전투에 참전하기에 앞서 어머니로부터 독살 위협을 받자 어머니를 죽이는 대신 남동생의 다테 고지로를 참살했다는 설이 통설이 되고 있지만, 독살 창작설도 존재한다. 어머니인 호슌인 요시히메는 그 후로도 다테 집안에 머물렀지만, 4년 뒤 친정 오빠 요시미쓰가 있는 야마가타 성으로 갑자기 달아났다).
이듬해 덴쇼 19년(1591년)에는 가모 우지사토와 함께 가사이·오자키 집안이 일으킨 잇키(一揆)를 평정하지만, 마사무네 자신이 잇키를 선동했다는 혐의를 받았다. 이는 우지사토가 마사무네가 썼다는 잇키 세력에게로 보내는 편지를 입수한 데에서 시작되었다. 또한 교토에서는 마사무네가 교토에 인질로 남겨둔 부인은 실은 가짜라던지, 잇키 세력이 농성하는 성에는 마사무네의 깃발이 세워져 있다던지 하는 소문이 퍼져 있었다. 마침내 히데요시의 귀에까지 이 소문이 들어가게 되었고, 이에 마사무네는 교토로 올라와 잇키를 선동한 서신은 가짜라는 취지를 히데요시에게 변명하여 용서받았지만, 요네자와 성에서 다마쓰쿠리 군(玉造郡) 이와테자와(岩手澤) 성의 58만 석으로 감봉되어 성의 이름을 이와데야마(岩出山) 성으로 바꾸었다. 그 무렵 히데요시로부터 하시바(羽柴) 성씨를 받았고 또한 본거지 이와데 산성이 오자키 집안의 옛 영토였으므로 마사무네는 '하시바오자키지주(羽柴大崎侍從)'라 칭하게 되었다.

### 임진왜란 그리고 세키가하라 전투
분로쿠 2년(1592년) 히데요시가 임진왜란을 일으켰을 때, 다테 마사무네는 임진왜란에 참전하여 1593년 4월 부산에 상륙하여 나고야의 대본영으로 돌아온 9월까지 진주성 등에서 전투를 치렀다. 조선으로 출병할 당시 다테가의 부대의 행렬이 화려하다고 소문이 돌았고, 수는 3천 명 혹은 1,500명이었다고 기록되어 있다. 다른 군이 통과할 때는 조용하던 교토의 주민도 다테군이 지나갈 때는 그 화려함에 환호성을 질렀다고 한다. 다테 마사무네는 휘하 아시가루들에게 황금으로 된 긴 진사가를 씌우는 등 옷을 엄청나게 화려하게 입혔다. 이 후 화려한 치장을 좋아하는 사람을 가리켜 '다테모노(伊達者)'라고 부르게 되었다고 전해진다. 이는 고쿠다카가 매우 많아서 속칭 '배부른 호랑이'였던 다테 마사무네가 참전하기 싫은 전투에 억지로 참전하면서, 도요토미 히데요시에게 잘 보이기 위한 아부성 행동이었다. 조선의 동맹국으로 전쟁에 참전한 명과의 교섭 중 일본군은 조선 남부 연안 등지에 '왜성'이라 불리는 성을 쌓았는데, 이때에 즈음해 마사무네는 공사가 면제되었음에도 상관하지 않고 히데요시에게 아부를 떨기 위해서 히데요시로부터의 자금 지급도 없이 적극적으로 축성에 참가했다고 한다. 정작 마사무네는 조선에 건너가서도 축성은 열심히 한 반면 침략 행위를 태만히 하면서 다른 다이묘들이 전투를 하고 있을 때는 부하들과 팔씨름을 하는 등 놀면서 시간을 죽이는가 하면 직접 참전한 전투도 제2차 진주성 전투 하나밖에 없을 정도로 다른 다이묘들에 비해서도 조선 침략에 소극적이었다. 결국 정유재란에는 참전하지 않았다.
임진왜란에는 분로쿠 3년(1593년) 제2차 진주성 전투에 참전했다. 화려하게 치장된 부대에 비해 그렇게 큰 활약은 하지 않았다. 그래도 이겼다. 하지만 여기서 다테는 전투에 굉장한 염증을 보였는데 조선은 일본과는 달리 겨울에 살인적으로 추워서였다. 이 때문에 어떻게든 전쟁을 하기 싫어서 발버둥쳤고 결국 정유재란에는 고집을 부려가며 불참하게 된다.
분로쿠 2년 이후 아사노 나가마사가 다테 마사무네와 도요토미 정권 사이의 중개가 되었지만, 분로쿠 5년 8월 14부의 편지로 마사무네는 나가마사의 태도를 참지 못하고 결국 그와 절교해버린다. 일찍부터 히데요시에게 복속하여 고다이로(五大老)로 선택된 다른 다이묘들과는 달리 마사무네는 호조 집안과 동맹해 히데요시와 맞섰다는 이유로 고다이로로 뽑히지 못했다. 이보다 앞서 분로쿠 4년(1595년), 히데요시로부터 모반 혐의를 받은 간파쿠 도요토미 히데쓰구가 할복하는 사건이 발생했다. 히데쓰구와 친했던 마사무네의 주변은 긴박한 상황이 되었고, 이 때 마사무네의 외종사촌으로 모가미 요시아키의 딸 고마히메(駒姬, 1581년~1595년)가 히데쓰구의 측실이 되기 위해 상경한지 얼마 안 되어 히데쓰구의 처자들과 함께 처형당했다. 마사무네도 히데요시로부터 모반에 관여했다는 혐의를 받았지만, 도쿠가와 이에야스가 다테 마사무네의 변호를 서서 마사무네를 살리려 애썼고 최종적으로는 아무 관계가 없다는 것이 판명되어 연좌되는 데에는 이르지 않았다. 이 일로 인해 다테 마사무네는 도쿠가와 이에야스 덕분에 목숨을 구해 훗날 세키가하라 전투에서 어쩔 수 없이 동군에 가담하게 된다.
히데요시 사후, 마사무네와 고다이로 도쿠가와 이에야스는 천하인(天下人) 히데요시의 유언 중 하나인 "다이묘의 자녀끼리 결혼하지 말라"는 유언을 어기고, 게이초 4년(1599년) 마사무네의 맏딸 이로하히메(五郞八姫)와 이에야스의 여섯째 아들 마쓰다이라 다다테루를 서로 약혼시켰다. 그리고 히데요시에 대해 큰 염증을 느꼈던 마사무네는 이 시기를 즈음해서 히데요시를 완전히 버리고 아예 이에야스 사람이 된다.
히데요시 사후인 게이초 5년(1600년), 이에야스는 아이즈의 영주 우에스기 가게카쓰에게 모반 혐의를 씌워 우에스기 토벌에 나섰는데, 이때 마사무네도 종군하여 7월 25일에 우에스기의 지성(支城) 시라이시(白石) 성을 함락시켰다. 이에야스가 없는 틈을 타서 히데요시의 다섯 부교 중 한 명이었던 이시다 미쓰나리 등이 모리 데루모토(毛利輝元)를 총대장으로 이에야스에 맞서 거병하자, 오야마(小山)까지 북상해 있던 이에야스는 다시 서쪽으로 향했다. 이 때 이에야스는 마사무네에게 싸움에 이긴 뒤, 지금의 영지 58만 석에 다시 49만 석의 영지를 더 주겠다는 내용의 편지(편지는 현재 센다이 시 박물관에 소장되어 있다)를 보내고 있다. 이는 이에야스가 가게카쓰를 아이즈에 묶어두기 위해서는 마사무네가 동군에 참가하는 것이 꼭 필요했으므로, 백만 석의 고쿠다카를 준다는 보증 문서를 주어 동군 참가를 재촉한 것으로 해석된다.
그리고 그 해 9월, 세키가하라 전투가 터지자, 동군에 가담한 마사무네는 우에스기씨 집안의 장수인 나오에 가네쓰구(直江兼續)가 모가미씨 소유의 거성 야마가타(山形) 성을 치자, 루스 마사카게(留守政景)를 묘다이(名代)로서 모가미에게 원군을 보낸다(하세도우 성 전투). 9월 25일에는 모니와 쓰나모토(茂庭綱元)에게 명하여 우에스기씨 소유의 유바라(湯原) 성을 치게 했다. 마사무네는 하세도우 성 전투 뒤 나오에 가네쓰구가 요네자와로 돌아간 것을 간파하고 센도 방면에 침략을 개시, 10월 6일 미야지로에서 혼조 시게나가(本庄繁長)가 지휘하는 우에스기군을 격퇴한다. 다테군은 거듭 후쿠시마(福島)성을 포위했지만 성의 견고한 방어에 밀려 다음날 퇴각한다.
전투가 끝난 뒤, 마사무네가 몰래 일족 시라이시 무네나오(白石宗直)를 시켜 난부씨(南部氏) 소유의 영지 안에서 와가 다다치카(和賀忠親)를 시켜 난부씨에 대한 잇키를 선동하게 한 사실이 발각된다(잇키군은 이듬해 게이쵸 6년 4월에 패했고 다다치카는 마사무네에게 암살되었다). 이는 마사무네가 도쿠가와 이에야스의 명과는 상관없이 고쿠타카에 대한 욕심을 버리지 못하고 제멋대로 병력을 일으킨 것으로, 이 사건을 심각하게 받아들인 이에야스는 사건 추궁의 자세를 보여 애초 마사무네에게 약속했던 49만 석 증가, 즉 합계 1백만 석의 약속을 백지화시켜 버린다. 결과적으로 마사무네에 대한 논공행상은 센다이 개부(開府)의 허가와 무쓰 국 갓타 군(刈田郡, 시라이시) 합쳐 2만 석으로 늘려주는 데에 그쳤고, 마사무네의 영지는 60만 석이 되었다(후에 오미국과 히타치국의 영지 2만 석을 더 늘려주어 62만 석가 되었다).

### 센다이 번과 유럽에의 사신 파견
게이쵸 6년(1601년)에는 센다이 성, 센다이 성 아래에 도시 건설을 시작해 거점을 옮긴다. 다테 마사무네를 번조(藩祖)로 하는 센다이 번의 탄생이었다. 62만 석이라는 수확량은 당시 가가의 마에다 집안, 사쓰마의 시마즈 집안에 이어 전국에서 제3위였다. 그리고 도쿠가와 집안으로부터 마쓰다이라 성씨를 받아 '마쓰다이라(松平) 무쓰노카미(陸奧守)'라 칭했다. 센다이 성은 천연의 지형을 이용한 산성이었지만 센다이 성 아래에 지어진 도시는 처음부터 전면적인 개발이었으므로, 거의 연인원 1백만 명이 동원되었다고 한다. 번내 통치에는 48곳의 관(館)을 두고 가신을 배치했다.
마사무네는 센다이 번과 에스파냐와의 통상(태평양 무역)을 꾀하여, 게이초 18년(1613년), 센다이 영내에 있던 에스파냐 국왕 펠리페 3세의 사절 세바스티안 비스카이노(Sebastián Vizcaíno)의 협력을 받아 갤리온선 산후안바우티스타(San Juan Bautista) 호를 건조했다. 이에야스의 승인을 얻은 마사무네는 프란시스코회 선교사 루이스 소텔로(Luis Sotelo)를 사절로 임명해 가신 하세쿠라 쓰네나가 등 일행 180여 명을 누에바 에스파냐(멕시코)·에스파냐 그리고 로마에 파견한다(게이초의 견구遣毆사절).

### 오사카 전투
게이쵸 19년(1614년)의 오사카 전투(겨울 싸움)에서는 야마토구 방면에서 군사를 거느리고 진을 쳤다. 화해가 성립된 뒤, 다테군은 오사카성 바깥쪽 해자 매립 공사의 임무를 받게 되었고, 그 해 12월 쇼군 히데타다로부터 이요 우와군(宇和郡)에 영지를 하사받는다. 이듬해인 게이초 20년(1615년)의 오사카 여름 전투 도묘지(道明寺)에서 벌어진 전투에서는 고토 모토쓰구 등과 싸웠다. 모토쓰구는 다테 집안의 가중(家中) 가타쿠라 시게나가(片倉重長)의 공격을 받아 부상을 입고 할복했다고 한다. 도묘지 어귀의 요충지인 고마쓰(小松) 산에 포진해 있던 고토 부대를 괴멸시킨 야마토구 방면의 군사들은 곧 혼다(誉田) 마을로 진군했지만, 여기서 다테 부대는 사나다 노부시게(真田信繁)의 반격을 받고 후퇴해야만 했다. 이에 선봉장이던 미즈노 가쓰나리(水野勝成)는 마사무네에게 사나다 재공격을 세 번이나 요청했지만 마사무네는 탄약 부족과 군사의 부상 등을 이유로 거절했고, 마지막에는 마사무네가 직접 가쓰나리의 진에 찾아가 그 요청을 거절했다. 때문에 노부시게는 유유히 오사카 성으로 돌아왔고, 그곳에서 "간토의 무사가 100만이라고는 하나, 사내라 부를 수 있는 자는 단 한 명도 없더이다"라며 비웃었다고 한다(덧붙여 혼다 마을에서 벌어진 전투 와중에 마사무네측은 미즈노 집안의 가중 세 사람을 습격해 미즈노 집안의 말을 빼앗았지만, 가쓰나리는 매복했다가 마사무네의 군세를 습격해 그들을 죽이고 말을 빼앗아 돌려주었다. 하지만 이에 대해 마사무네는 가쓰시게에게 아무것도 묻지 않았다고 한다).
일설에 의하면, 5월 7일에 벌어진 덴노지 전투에서 마사무네는 후네바구치(船場口)에 진군해 아카시 다케노리(明石全登) 부대와 교전 중이던 가쓰나리 소속 진보 스케시게(神保相茂) 부대 약 3백 명을 일부러 공격해 몰살시켰다고 한다(6일의 도묘지 전투에서 일어난 일이라고도 한다). 때문에 진보 부대는 전멸하고 스케시게 자신도 전사했다. 가까스로 살아남은 사람이 있어 미즈노 가쓰나리 등을 통해 마사무네에게 항의했지만, 마사무네는 정색하면서 "진보 부대는 아카시 부대에 완패했고 우리 군이 말려드는 것을 막기 위해서는 어쩔 수 없는 처분이었다. 다테의 군법은 적군과 아군을 구별하지 않는다!"고 주장했다고 한다(《사쓰한구기(薩藩舊記)》권6). 이 풍문은 처음 나돌기 시작한 직후부터 여러 흥미와 억측을 낳았고 《나니와전기》(難波戰記) 같은 강담본에서는 고토 모토쓰구의 부대를 노려 공격하는데 진보 부대가 있고 없고를 신경쓰지 않고 발포한 것이라는 설이나, 휴식 중이던 진보 부대를 일방적으로 공격하는데 자신들이 아군이라며 호소하는 것도 듣지 않았다는 설, 진보 부대가 세운 공훈을 시기해 일부러 죽였다는 설도 나왔다. 다만 마사무네 자신은 이 사건에 대해 비난받은 기록이 없으며, 《간세이 중수제가보》(寛政重修諸家譜) 같은 에도 막부의 기록에도 "(진보 스케시게는) 분전하다 죽었다"는 기술이 있어 정말 다테 마사무네가 자신의 아군을 일부러 죽였는가에 대해서는 신빙성이 부족하다(마사무네의 조력이 필요했던 도쿠가와 이에야스가 일부러 이 일을 불문에 붙였다는 설도 있다).
오사카 전투가 끝난 뒤 도쿠가와 이에야스의 논공행상으로 난카이도 이요 국 안의 10만 석이 더 주어졌는데, 마사무네는 서장자인 다테 히데무네(伊達秀宗)에게 이를 모두 주어 센다이 번에서 분가 독립시켰고 이를 계기로 히데무네는 우와지마(宇和島) 번의 초대 번주가 되었다.

### 말년
막부의 일본 통치가 안정기에 접어들고 전투도 일어나지 않자 마사무네는 영토 개발에 매진했고 후일 데이잔보리(貞山堀)라 불리는 운하를 정비했으며, 기타카미 강 수계 유역을 정리하고 개척하여 오늘날까지 손꼽히는 곡창지대로 거듭나게 한 결과 센다이 번은 표면상으로는 62만 석으로 불리는 것과는 달리 고쿠타카 1백만 석을 훨씬 넘는 쌀 생산량을 확보하기에 이른다. 문화상으로는 기사(技師)·대공(大工,목수) 등을 기나이에서 다수 초빙하여 모모야마 문화 특징인 장엄과 화려에 홋코쿠만의 특성이 더해진 양식을 낳아 오늘날까지 일본 국보로 남아 있는 건조물인 오자키 하치만구(大崎八幡宮) · 즈이간사(瑞巌寺) · 시오가마(鹽竈) 신사 · 무쓰고쿠분지(陸奧國分寺) 야쿠시도(藥師堂) 등을 남겼다. 나아가 오미에 거주하던 기사 가와무라 손베에(川村孫兵衛, 가와무라 시게요시)을 불러다가 기타카미 강 하구에 이시마키(石卷) 항을 열어서 기타카미 강 유역에서 물길을 따라 이시마키에서 에도까지 쌀을 반출하는 루트가 갖추어졌다(에도 시대 대부분의 기간 에도에서 유통되는 쌀의 절반은 센다이 번에서 이시마키 항을 이용해 보냈다).
2대 쇼군 히데타다와 3대 쇼군 이에미쓰의 무렵까지 막부를 섬겼지만, 간에이 13년(1636년) 정월 무렵부터 '식사가 목에 걸린다'는 몸의 이상을 호소하기 시작한다. 이보다 앞선 간에이 12년(1635년)에 시작된 산킨코타이(參勤交代) 제도에 따라 그해 5월 1일에는 에도성에서 쇼군 이에미쓰를 알현했다. 병을 무릅쓰고 알현하러 찾아온 마사무네에게 감격한 이에미쓰는 그 후 자주 마사무네가 에도에서 머무르던 사쿠라다의 다테가 처소에 문병하고자 로주(老中)를 보냈다. 5월 21일에 이르러 마사무네는 위독해졌고 이 소식을 들은 이에미쓰가 곧바로 문병하러 찾아온 것에 감격한 마사무네는 머리를 반듯하게 빗고 의복을 정제하고서 노중 세 사람에게 부축받으면서 이에미쓰를 영접했다.
사흘 뒤인 5월 24일 아침에 다테 마사무네는 서거했다. 향년 70세(만 68세)였다. 사인은 암성 복막염 혹은 식도암(식도분문암)으로 추정된다. '다테모노'라는 이름에 걸맞게, 임종 때조차 처자에게도 죽은 것처럼 보이지 않는 당당한 얼굴이었다. 26일에는 적자 다테 다다무네(伊達忠宗)에게 마사무네가 남긴 영지 상속이 허락되었다. 마사무네의 사체는 쇼쿠다이 차림으로 목관에 안치되었고 사체가 썩지 않게 수은 · 석회 · 소금을 채운 다음 상여에 실려, 생전의 다이묘 행차처럼 떠받들어져 6월 3일에 센다이에 돌아왔다. 순사자는 가신 15명에 배신 5명. "비록 병으로 잃었다고는 하지만, 부모에게 받은 한쪽 눈을 잃은 것은 불효이다"라는 마사무네의 생각으로 사후 만들어진 목상이나 초상화에는 약간 오른쪽 눈을 작게 해서 두 눈이 들어가 있다. 막부는 에도에서 7일, 교토에서 3일간 사람들에게 상복을 입으라고 명했는데 이것은 고산케를 제외하면 상례에서 벗어난 특이한 예였다.
죽기 전에 마사무네는 "한 점 흐림없는 내 마음속의 달을 앞세워 속세의 어둠을 밝히리(曇りなき 心の月を 先だてて 浮世の闇を 照してぞ行く)"라는 지세[辞世]를 읊었다. 법명은 서엄사전정산선리대거사(瑞巖寺殿貞山禪利大居士). 존칭은 데이잔공(貞山公)이다.

### 유훈
- 인(仁)이 지나치면 나약해질 것이요, 의(義)가 지나치면 고지식해질 것이요, 예(禮)가 지나치면 아첨하게 될 것이요, 지(智)가 지나치면 거짓을 일삼게 될 것이요, 신(信)이 지나치면 손해를 볼 것이다.
- 느긋한 마음으로 온화하게 살 것이며, 일체에 검약하여 금은을 두지 마라. 검약하는 방법은 부자유스러움을 참는 데에 있으니, 이 세상에 손님으로 왔다고 생각하면 아무것도 괴로울 것이 없다.
- 아침 저녁의 식사는 맛있지 않더라도 맛있다고 칭찬해야 한다. 원래 손님의 몸으로 온 사람은 좋고 싫은 것을 (주인에게) 내색하면 안 되는 법이다.
- 오늘 하루의 일상 동안 자손과 형제에게 친애하여 사바세계의 휴식을 삼아라.

## 인물 · 일화

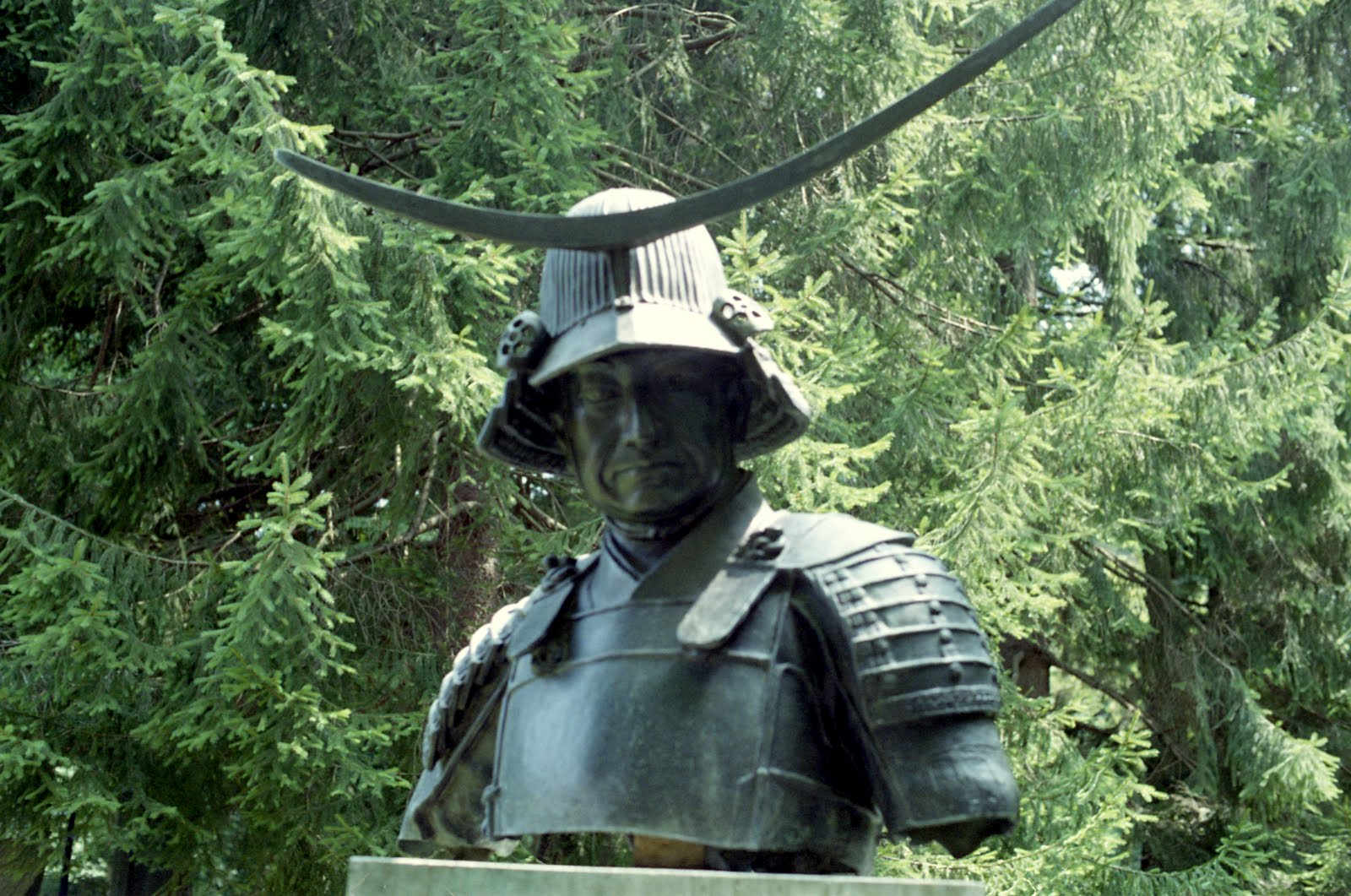
다테 마사무네 동상

다테 마사무네는 한시도 가만히 있지 못하는 전형적인 정서불안형, 우왕좌왕형 인물이었다. 물론 24살때 이런 기질 덕분에 오슈의 패권을 장악하긴 했지만 반면 세키가하라 전투 때에는 도쿠가와 이에야스에게 협력하면서도 이에야스가 의도하는 대로 행동하지 않고 스스로 봉지(封地)를 획득하려고 무리하게 군대를 일으켜 결국 이에야스가 약속했던 100만 석은 이런 다테 마사무네의 행동과 상쇄되어 없어져 버렸다. 심지어는 자신이 대다이묘의 신분으로서 마에다 도시이에의 조카 마에다 도시마스에게 그런 점으로 훈계를 듣고도 이렇게 천방지축으로 횡행하는 버릇을 고치지 못했다. 《간양록》에서는 친동생을 죽인 점 등을 거론하면서 왜장 중 가장 음흉하고 사악한 자라고 기록되어 있다.

### 출생
- 휘 '마사무네'는 아버지 데루무네가 다테 집안의 중흥조로 모셔지던 무로마치 시대의 제9대 당주 대선대부 마사무네의 이름에서 따서 붙인 것으로, 이 대선대부 마사무네과 구별할 수 있도록 도지로 마사무네라고 부르는 경우도 많다.[4] 본인도 그것을 자랑으로 삼았던 것 같은데, 실제로 마사무네는 그 선조(대선대부 마사무네)에 관련된 곳에 묻히기를 바랐다고 하며, 결과적으로도 그곳에 묻혔다.
- 마사무네의 별칭인 '독안룡'이란 원래 당나라 무장이자 후당의 태조가 된 이극용의 별명이다. 《자치통감》권제255에 "여러 장군들이 모두 그를 두려워하였다. 극용은 외눈이었고 눈동자가 아름다웠다. 당시 사람들이 그를 독안룡이라 불렀다."고 하고 있다. 마사무네를 처음으로 '독안룡'이라고 부른 것은 1901년(메이지 34년)에 발행된 「독안룡 다테 마사무네」가 최초이다. 이 책은 일본 국립국회도서관 근대 디지털 라이브러리에서 원문을 읽을 수 있다.
- 마사무네가 원래는 '외눈의 행자'라 불린 만해(滿海) 스님의 환생이라는 일화는 이미 마사무네가 살아있을 당시부터 널리 알려진 이야기였고, 도호쿠 지방의 석화(昔話) 중에는 '센다이님(마사무네)의 신비스러운 힘으로 어머니의 병을 치료하기 위해 여행을 떠난 농민의 이야기' 등이 전해지고 있다.
- 오른쪽 눈을 잃은 원인은 사실 천연두였지만, 마사무네 본인은 어릴 때 나무 위에 올라가 놀다가 잘못해 떨어졌을 때 나뭇가지가 오른쪽 눈에 박히는 바람에 그대로 눈알까지 뽑아내 삼킨 것이라고 주위에 떠들고 다녔다고 한다.

### 처자
- 정실 메고히메 말고도 적어도 일곱 명의 측실을 더 두었고, 이로하히메 등 10남 4녀를 두었다(이밖에 사생아로 1남 1녀가 확인되고 있다).[5]
- 정실 메고히메와의 사이에 얻은 차남 다다무네를 적자이자 후계자로 삼았는데, 측실 이이자카씨(飯坂氏, 통칭 네코 고젠猫御前)와의 사이에서 얻은 맏아들 히데무네는 어디까지나 서자로 간주했으며, 또 도요토미 집안과의 관계도 있었으므로 본가를 잇게 하지 못했다.
- 남색 관계로는, 시동의 다다노 사쿠주로(只野作十郞, 다다노 이가 가쓰요시只野伊賀勝吉)에게 보낸 편지가 남아 있다. 마찬가지로 남색 관계였던 가타쿠라 가게쓰나의 아들 시게쓰나(重綱)에 대해서도, 오사카 전투 전날 밤, 다음날의 선봉에 서기를 바랐던 시게쓰나를 달래며 시게쓰나의 뺨에 입맞춤했다는 기술이 《가타쿠라대대기(片倉代々記)》에 남아 있다.
- 사콘 쓰네가타(砂金常房, 사콘 사다쓰네砂金貞常의 적자)는 오사카 전투에서 군령을 위반했음에도 불구하고 검문받는 일 없이 일족으로 참석했던 일 등을 들어 마사무네의 사생아가 아닌가 하는 설도 있다.

### 처세술
- 오자키 잇키를 선동했다는 의혹을 받고 도요토미 히데요시에게 불려간 마사무네는 흰 수의에 금박을 입힌 책주(磔柱, 십자가)를 짊어진 모습으로 히데요시 앞에 출두했다. 증거로 제시된 문서를 본 그는 문서에 있는 자신의 서명(할미새를 도안화한)에 바늘 구멍이 없다는 이유로 자신이 적은 것이 아니라고 부인했고, 여태껏 보내진 다른 문서들과의 비교를 통해 증거자료로 제출된 문서에만 구멍이 없다는 점을 인정받고 간신히 혐의를 벗을 수 있었다. 실제로는 두 개의 서명을 쓰고 있었을 가능성이 높고, 히데요시도 의심했지만 확증은 얻을 수 없었다(단 현재 남아있는 마사무네의 서신 중 그 서명에 구멍이 뚫린 것은 없다).
- 마사무네는 임진왜란에 참전하지 않았다는 설도 있지만 이는 속설로 사실이 아니다. 마사무네 등이 실제 조선에 왔었다는 증거로 그의 은거소였던 와카바야시(若林)성(지금의 일본 미야기 형무소 자리)이나 마사무네가 재건한 즈이간사, 마사무네의 사당이기도 한 즈이호덴(瑞鳳殿)이 소재한 센다이 시 쓰네가호(經ヶ峰) 역사 공원에는 마사무네가 조선에서 가지고 돌아왔다는 매화나무 '와룡매(臥龍梅)'가 남아 있다. 이 와룡매 가운데 공원의 것은 1979년(쇼와 54년)의 즈이호전을 재건하면서 와카바야시 성터에서 옮겨 심은 것이다. 단 마사무네는 임진왜란 당시 실전은 제2차 진주성 전투 단 한 번만 참전했고 승리했다.
- 모가미씨 집안의 거성인 야마가타 성이 우에스기 집안의 공격을 받았을 때, 가타쿠라 가게쓰나가 양쪽 모두 지치고 쇠할 때를 노려 한꺼번에 차지한다는 '어부지리'의 계책을 진언했지만, 마사무네는 어머니의 안전을 이유로 이것을 듣지 않고 원군을 보냈다고 하나 확실하지 않다. 그러나 마사무네의 원군은 우에스기군이 모가미군을 공격하는 것을 방관하고 있었다. 우에스기군이 야마가타 성을 함락시킨 다음에야 움직일 음모를 품고 있었던 것으로 여겨진다.
- 마사무네에게는 오늘날 다른 다이묘나 잇키를 주도한 호족 세력끼리의 이간 내지 선동 공작 등을 벌였다는 다양한 혐의가 끊임없이 제기되고 있으며, 그 자신은 구로하바키구미(黑脛巾組)라는 닌자 집단을 거느리며 이들을 통해 여러 공작활동을 주도했다고, 센다이 번의 번사였던 한다 미치도키(半田道時)의 《다테비감(伊達秘鑑)》에 실려 있다. 다만 《세쵸기(政宗記)》등에는 쿠로하바키구미의 이름은 없다.

### 도쿠가와와의 관계
- 마사무네는 이에야스를 따르면서도 유사시 천하의 패권을 잡을 기회를 노리는 것을 우선시했고, 옛 영토인 우에스기령에 진주해 그곳의 1백만 석에 달하는 영지를 자기 손으로 직접 얻으려 했지만, 세키가하라 전투가 그의 예상보다 너무 빨리 끝나는 바람에 그 시도는 실패했다.
- 오사카의 여름 전투 뒤에는 천하의 평안을 바라는 이에야스에게 감복했으며 마쓰다이라 다다테루를 사위로 삼은 일 등도 있어 천하를 얻으려는 야망을 단념할 수밖에 없었고, 그 뒤로는 자신의 영지 경영에 주력한 듯 하지만, 이 설은 마사무네의 야망설을 주창하는 사료(마사무네는 도쿠가와 막부를 타도하고 사위 마쓰다이라 다다테루를 쇼군으로 앉히려는 계획을 세우고 있었다는) 등에서 부정되는 일도 많다.
- 도쿠가와 이에미쓰에게는 몹시 존경받아 이에미쓰로부터 '아버지'라 불린 적도 있다. 마사무네 본인의 기량도 있었지만 무엇보다 이에미쓰 자신을 쇼군으로 세운 후견인이기도 했으며, 또한 이에미쓰가 신처럼 존경했던 할아버지 이에야스를 도와 함께 싸운 영걸이었던 점에서, 이에미쓰에게는 모든 면에서 아버지나 다름없게 느껴졌을 거라는 분석이 있다. 막부의 의향과는 상관없이 마사무네에 대한 이에미쓰 개인의 처우는 분명 겉으로만 우대해주는 차원을 훨씬 넘고 있었다.
  - 마사무네는 쇼군 앞에서도 칼을 차고 있는 것이 허락되었는데, 하루는 한 측근이 술에 취해 졸고 있는 마사무네의 칼을 살펴 보니 실은 목검이었다고 한다.
  - 니조성에 참내할 때, 고산케에게도 허락된 적 없는 자주색 말총을 마사무네에게 하사했다.
  - 마사무네가 병상에 들었을 때 의사를 보냈을 뿐 아니라 에도성 안의 절과 신사에 마사무네 쾌유를 비는 기도를 올리게 했고, 그가 죽기 사흘 전에는 이에미쓰 자신이 직접 문병하러 왔다. 마사무네가 죽은 뒤에는 아버지 히데타다가 죽었을 때보다 더 비통해했고, 에도에서 7일, 교토에서 3일간 살생이나 유흥을 금지하도록 했다고 한다.
  - 실전 경험이 없는 이에미쓰는, 자주 마사무네 등 실전경험이 많은 다이묘들에게 전투에 대해 묻곤 했는데, 어느날은 마사무네와 사타케 요시노부를 함께 불러다 스이아게하라 전투에 대해 여러 가지를 물었지만, 승자로서 물 흐르듯 술술 읊는 마사무네와는 달리 패자였던 요시노부는 항상 아무 말 없이 입을 굳게 다물고 있었다고 한다.
- 늘그막에 도쿠가와 히데타다를 저택에 초청했을 때, 그의 집에 도요토미 히데요시가 생전에 하사하여 항상 차고 다니던 칼이 있는 것을 본 히데타다가 마사무네에게 그 칼을 갖고 싶다고 하자 마사무네는 "도노(殿)께 헌상할 물건은 가신인 제가 직접 고르는 것이지, 도노께서 어린애처럼 '무슨 물건이 갖고 싶다'고 하시는 것은 막부의 품위를 크게 해치는 일입니다"라고 반박했다고 전해진다.

### 취미생활
- 요리가 취미였다. 당시의 다이묘들은 다양한 취미를 가진 사람이 많았지만 요리가 취미인 것은 지극히 이례적인 일이었다. 원래는 자금 조달을 위한 것이었지만 센고쿠 시대가 끝나고 태평시대가 오면 음식의 다양한 맛을 추구하는 미식가로서 요리 연구를 하고 있었다.
  - 요리에 대해 마사무네는 "대접이란 제철 음식이냐 아니냐를 가리지 않고 주인이 직접 요리하여 그것을 대접하는 것이다"라는 명언을 《명기집》에 남기고 있다. 이 발언에 대해서 오늘날 일본의 상당수 요리평론가들은 "마사무네가 오늘날 살아 있었다면 상당한 수준의 요리인으로 불렸을 것"이라며 놀라는 경우도 많다. 또한 마사무네의 이 명언을 우러러보는 요리인도 일본뿐 아니라 서양에까지 많다.(일본에서는 핫토리 영양전문학교를 비롯해 다테 집안의 요리사가 세운 미야기 조리제과전문학교에서 이 마사무네의 말을 교훈으로 삼고 있을 정도.)
  - 오늘날 일본 요리 중 센다이 지역에서 시작된 것이 많은 것도 마사무네의 영향이라고 생각된다. 이와데야마 명물인 냉동두부(凍り豆腐)와 낫토는 마사무네의 요리 연구 끝에 개발된 것이지만 원래는 자금용이었다. 센다이 명물 떡 준다모치(ずんだ餅)도 마사무네가 고안했다는 설이 있다. 또 센다이 성벽 아래에는 미소 창고가 있었는데, 일본에서 대규모 된장 생산 체제를 구축한 것은 이때가 최초라고 한다. 또한 어묵도 마사무네가 고안했다는 설이 있었지만, 미야기 현 수산시험장의 자료에는 에도 시대 중기에 가서야 태어난 것이라고 쓰여 있다.
- 요리 외에도 많은 취미를 가지고 있어 만년에 하루도 쓸데없이 허비하는 날이 없었다고 한다. 특히 청년 시절부터 배운 노(能)에 심취해 자신의 시동을 태고(太鼓)의 명인에게 입문시키거나 자신도 도요토미 히데요시나 도쿠가와 이에미쓰 앞에서 태고를 연주해 보이기도 했다. 마사무네가 만년에 노에 들인 비용은 연간 3만여 석에 달했다고 한다.
- 스페인과 활발한 교류를 했으며 스페인 국왕인 펠리페 3세를 알현하기도 했으며 스페인 탐험가 세바스티아노 비스카이노와 친분이 있어, 그의 도움으로 일본에서 스페인식 갤리온을 만들기도 했다. 배 건조도 그의 많은 취미 중 하나였으며 특히 스페인식 갤리온을 만들길 좋아했다.
- 히데요시가 무장들을 모아 요시노에서 노래 모임을 열고 무장들에게 각각 시가를 읊게 하는데 마사무네가 그 중 가장 와카에 뛰어났다. 때문에 히데요시도 그를 칭찬할 정도였다고 한다.
- 빈틈이 없을 것 같은 마사무네지만 사실 술에는 몹시 약하고 취해서 저지른 실수담이 몇 개 남아 있다. 쇼군 히데타다와 한 약속도 숙취 때문에 지키지 못하고 병을 핑계로 둘러댔다는 이야기까지 있을 정도다.
- 요양법이 특이해서 겨울에는 고타쓰의 한쪽을 열어두게 했다.
- 아침에는 빨리 깨는 편이었지만, 일단 정해진 시간에 측근이 깨우러 올 때까지는 일어나지 않았다.
- 신체 건강을 항상 염려하고 있었다.
- 골초로 매일 기상 뒤 · 낮 · 잠들기 전에 규칙적으로 세 번 담배를 피웠다(당시의 사람들은 담배를 약으로서 복용했다). 그의 유품 가운데 애용하던 담뱃대가 남아있다.
- 유품 중에 로사리오가 있는 것을 보아 마사무네가 몰래 기독교에 귀의하고 있었던 것은 아닐까 하는 설도 있다. 마사무네의 맏딸인 이로하히메도 한때 크리스찬이었던 일이 있다. 하지만 오사카의 여름 전투(1614년)에서 천주교 신부를 무력으로 위협하고 심지어 자신의 진영으로 온 천주교 신자를 학살했다. 이런 점을 볼 때 진짜 천주교 신자였다보다는 그것을 정치적으로 이용했을 뿐이었던 것 같다.
- 대비원사(大悲願寺) 13세 주지 가이에(海譽)의 제자로서 산에 있던 남동생 히데오를 찾아와 세상 이야기를 하던 중 뜰에 있던 싸리를 마음에 들어해 받고, 대신 앞에서 말한 와룡매를 대비원사에 주었다.

### 그 밖에
- 영화 「스타 워즈」의 다스 베이더가 쓴 가면은 센다이 시 박물관에 소장된 다테 마사무네의 투구를 모티브로 디자인된 것이다.
- 메이지 천황은 마사무네를 "무장의 길을 닦으며 학문에도 통달해 외국의 사정에도 뜻을 두어 교섭을 행했다."며 "문무에 두루 뛰어난 무장이란 실로 마사무네를 말함이다"라고 평가하고 있다.
- 마사무네는 으레 '시대를 너무 늦게 맞춰 태어난 센고쿠 무장'이라 불리며, 역사소설가 중에는 만약 마사무네가 조금만 더 빨리 태어났거나, 히데요시의 호조씨 정벌이 좀 더 늦었더라면 역사의 흐름은 크게 바뀌었을 것이다, 라고 억측하는 것도 있다.
- 매우 재미있는 인물이었다. 임진왜란에 출정할 때 큰 마음 먹고 부대를 창설했는데 휘하 아시가루들이 착용한 진가사가 매우 웃긴 디자인이었다. 세로로 엄청나게 길어서 마치 라바콘을 연상케 할 정도였다.
- 그러나 정작 임진왜란에 참전했을 때는 제2차 진주성 전투에서만 전투에 참여했으며 그 이전이나 이후나 조선 땅이 싫다며 자꾸 집에 가겠다고 징징거리기만 했다. 실제로도 당시 다이묘들 중에서 서열이 꽤 높은 축에 드는데도 불구하고 가장 싸우기 싫어한 다이묘였다.
- 본인이 애꾸눈인 게 엄청난 콤플렉스여서 화공에게는 두 눈이 멀쩡한 초상화를 그리라고 명령했다. 그래서 두 눈이 멀쩡한 얼굴로 그려진 초상화도 존재한다.
- 그의 후손인 다테 미키오(1974년 9월 5일~)는 일본의 코미디언이다.

## 마사무네의 야망
도요토미 정권 시대부터 마사무네는 천하를 찬탈하고자 은밀히 몇 번이나 책략을 꾸몄다고 한다. 만약 임진왜란 기간 중에 천하 찬탈에 성공하고 임진왜란을 종결시켰더라면 동아시아(조선, 명나라, 일본)의 온 백성들의 칭송을 받았을 것이다.
- 히데요시의 오다와라 정벌 때 히데요시의 진에 가담하는 것을 미룬 것은 오슈, 특히 새로 차지한 아시나 집안 영토에 대한 '경략다단(經略多端, 내부단속)' 때문이라고 마사무네 자신은 변명하고 있다. 사타케 집안에 맞서 동맹 관계였던 고호조씨 집안과 손잡고 히데요시를 쓰러뜨리려 했다. 히데요시는 다테 집안을 아군으로 끌어들인 뒤 오슈사치(奧州仕置)를 행했다. 또한 마사무네는 다테 집안을 중심으로 하는 오슈 지역 여러 다이묘들의 연합군을 조직하고 고호조씨와 제휴해 도쿠가와 이에야스 등 도요토미 집안 내부의 '불온분자'들이 봉기하기만을 기다리고 있었다고도 한다.
- 가사이·오자키 잇키를 선동하여 은밀히 자신의 영지 확대를 노렸다는 설이 있다.
- 포르투갈의 선교사 루이스 프로이스가 지은 《일본사(日本史, 원제: Historia de Iapam)》에 따르면, 어느 날 히데요시가 마사무네에게 "네가 날 배반하려 하고 있다는 것은 잘 알고 있다. 죽어 마땅한 몸이긴 하지만 너는 나고야에 와서 조선까지 건너가 애쓴 일도 있으니 목숨은 구해주겠다. 다만 너는 오슈로 돌아갈 수 없으며 내 곁에 잡아둘 것이다"라고 말했다고 하며, 이에 사람들은 히데요시가 이미 마사무네의 봉록을 몰수했다고도 하고 혹은 아직 그렇게까지는 하지 않았다는 소문을 주고받았다고 한다.
- 세키가하라 전투 때에, 와가 다다지카(和賀忠親)를 선동해 난베 토시나오(南部利直)의 영토를 침략하려고 했지만 실패했다.
- 마사무네의 배반에 대한 보복으로 도쿠가와 이에야스는 그에게 갓타군만 더해 주었다. 이것은 동군에 참가했던 무장들 중에서는 논공행상이 가장 적은 것이다.
- 마사무네가 세키가하라 전투 직전에 갖고 있었다는 영지 58만 석이란 도량형 개정 전인 1반=360보로 계산된 것이라는 설이 있는데, 이 설이 옳다면 도요토미 정권에서 정한 도량형인 1반=300보로 계산할 경우 실제 마사무네의 영지는 67만 석까지 상승한다. 또 센다이 평야에는 개간하기에 알맞은 삼각주 등의 토지가 다수 존재했기에 당초부터 토지에는 여유가 있었다. 마사무네는 세키가하라 전투 이후 개척지를 지행(知行)으로서 휘하 영주들에게 나눠주는 방식을 택해 각 영주들에게 개간을 장려하여, 센다이 평야의 신전(新田) 개발을 추진했다(간에이 5년인 1628년에는, 시라이시 성주 가타쿠라 시게나가가 신전 개발을 실시해 1천 석에 달하는 수확량을 새로 얻기도 했다). 마사무네에게서 시작된 개간 사업은 후대의 번주들에게도 계승되어 센다이 번의 고쿠타카는 순식간에 불어나게 된다. 간분 이후로는 번에서 주도하는 신전 개발도 행해져, 1백 년 후인 에도 중기에는 당시 고쿠타카 200만 석을 웃도는 일본 최대 수준의 번으로까지 성장하기에 이르렀다.[6](앞에서 말한 것처럼 마사무네가 에도에 쌀을 공급하기 시작한 뒤로는 에도에 공급되는 쌀의 대부분은 센다이산 쌀이 차지하게 되었고, 센다이 번의 풍흉이 에도의 쌀값을 좌지우지할 지경이었다.) 최전성기에는 고쿠타카 1/3에 해당하는 20만 석의 쌀이 에도의 시장에서 거래되었다. 향보 17년(1732년)에는, 사이고쿠 지방에서 발생한 메뚜기 피해로 에도에서 쌀값이 폭등해, 예년보다 배 이상에 달하는 쌀이 시장에서 거래되었다고 한다.(덧붙여 이 때의 수익은 약 50만 냥에 달했다고 한다.) 이러한 센다이 번의 풍부함은 널리 알려져 야스이 소켄(安井息軒)의 《독서여적(讀書余滴)》에 "2백여만 석(二百万石余)", 호아시 반리(帆足万里)의 《동잠부론(東潜夫論)》에는 "250만 석(二百五十万石)"이라고까지 기록될 정도였다.
- 하세쿠라 쓰네나가가 사자로서 로마에 파견된 '게이쵸 견구사절'은 막부 타도를 꾀한 마사무네의 계획 가운데 하나이기도 했다. 이 때의 일을 증언하는 유력한 사료도 남아있는데, 쓰네나가는 로마와의 군사동맹 교섭 중 국왕 펠리페 3세에게 "마사무네는 세력이 있고 또 용맹하여, 뭇 사람들 모두가 황제가 되리라 인정하는 사람입니다. 통상 일본에서 계승권을 얻는 데에는 가장 먼저 필요한 것이 무력(武力)입니다." 라고 발언하고 있다.[7] 또한 센다이 번의 비호를 받고 있던 선교사 제로니모 데 안제리스도 다음과 같은 편지를 본국에 보내고 있다.

덴카도노(이에야스)는 마사무네가 에스파냐 국왕에게 보낸 사절에 대해 알고 있었고, 마사무네가 덴카에게 모반을 일으킬 계획이라고 생각하고 있었다. 그들(이에야스·히데타다 부자)은 마사무네가 덴카에 대해 모반을 일으키기 위해, 에스파냐 국왕이나 크리스찬들과 손잡을 목적으로 대사(하세쿠라 쓰네나가)를 파견했다고 생각했다.

- 하세쿠라 쓰네나가는 로마 교황도 알현했다. 이 시대의 일본인이 로마 교황을 알현한 사실은 일본의 외교사에서도 특필되고 있는 실적이며, 지금도 스페인의 코리아 델 리오(Coria del Rio)에는 그때 하세쿠라를 따라갔다가 일본으로 돌아오지 않고 그곳에 머무른 센다이 번사의 후예가 많이 살고 있으며, 그들은 '일본'을 뜻하는 '하폰'을 그들의 성으로 자칭하고 있다.
- 마사무네는 막부군과 천하를 걸고 싸우게 될 경우 막부군과의 결전에 대비한 도상연습 즉 작전입안을 준비하고 있었다고 여겨진다.
- 그러나 마사무네와 친했던 도쿠가와 집안의 가신 오오쿠보 나가야스(大久保長安)가 사후 일족과 함께 처벌되고, 사위 마쓰다이라 다다테루(이에야스의 여섯째 아들)가 개역되어 스페인과의 동맹이 좋지 않게 끝나는 바람에 막부 타도 계획은 실현되지 않았다.
- 하지만 마사무네가 살아있는 내내 막부는 마사무네가 언제 모반을 일으킬지 몰라 항상 경계하고 있었다고 한다. 이에야스 만년인 겐나(元和) 2년(1616년) 1월 23일의 영국 상관장 리처드 콕스의 일기에 보면, "풍문에 따르면 지금의 황제(이에야스)와 그 아들 카르사 님(마쓰다이라 가즈사노스케 다다테루)과의 사이에서 일어날 것이며, 의부(義父)인 마사무네 공은 카르사 님을 후원할 것이라 한다"고 기록되고 있다.
- 간에이 5년(1628년) 3월 12일, 마사무네는 도쿠가와 히데타다를 에도의 센다이 번 저택에 초대하여 직접 대접했다. 이 때 마사무네가 직접 히데타다 앞으로 반찬을 가지고 왔는데, 히데타다의 측근 나이토 마사시게가 다테가 독을 탔을 지도 모른다고 의심하자 마사무네는 격노하면서, 10년 전인 겐나 4년(1618년)이라면 (도쿠가와 정권이 아직 안정기에 들지 않았으므로) 모반할 생각도 있었지만, 그 때조차 이 마사무네는 독살 같은 옹졸한 짓이 아니라 한 판의 싸움으로 결판을 내려 했을 것이라며 마사시게를 질책했다고 《정종공어명어집(政宗公御名語集)》에 기록되고 있다. 수렴 너머에서 이를 듣고 있던 히데타다는 이를 듣고 "과연 나의 아버님이시다"라며 울었다고 한다. 또한 《정종공어명어집》에는 간에이 9년(1632년) 1월에 히데타다가 죽기 전, 히데타다는 마사무네를 머리맡에 불러 예전 자신의 아버지인 이에야스가 슨푸성에서 병상에 누워 있었을 때 마사무네가 모반을 일으키려 한다는 소문이 났으므로 이에야스는 자신의 병도 상관하지 않고 군사를 일으켜 오슈를 치려고도 했었다는 말을 했다고 적고 있다.
- 만년의 마사무네는 '취여구호(醉余口號)'라는 한시를 남기고 있다. 「馬上少年過/世平白髮多/殘躯天所赦/不樂是如何.」라는 내용의 이 한시에서 앞부분 세 구절은 「젊어서는 말을 타고 전장의 선두에 섰더니/세상이 태평해지고 백발만 성성하다/하늘이 내리신 여생이 남아있거니」으로 해석할 수 있지만, 마지막 구절은 「이를 즐기지 않은들 어떠하랴(이제는 여생이나마 편안히 보내고 싶다)」 혹은 「(나는)어찌하여 즐겁지 않단 말인가(천하를 얻지 못하고 여생도 분하게 보낸다)」라는, 완전히 다른 두 가지의 해석이 가능해진다. 마사무네 자신이 어느 쪽으로도 해석되도록 이렇게 지었을 가능성도 있지만 오늘날 이 한시는 마사무네가 남긴 가장 큰 수수께끼로 꼽히고 있다.
- 센다이 성은 산성으로 평화로운 세상을 다스리기에는 적합하지 않다 하여, 자신의 사후에는 히라 성으로 옮길 것을 추천하고 있었다. 뒤집어 말하면 그의 살아 생전에는 죽는 순간까지 (산성인 센다이 성을 고수할 정도로) 천하를 차지할 야심을 버리지 않았다는 의미가 된다고 한다.

앞에서 설명한 바와 같이 틈만 나면 천하를 잡으려고 노리고 있던 그는 항상 중앙으로부터 경계의 대상이 되었다. 그는 툭하면 "내가 20년만 일찍 태어났더라면 전국의 패자(覇者)가 되었을 텐데..."라고 한탄해, 도요토미 히데요시나 도쿠가와 이에야스의 심기를 건드리기도 했다. 그러나 한편으로는 이에미쓰의 대에 '과거에는 천하를 노리고 있었지만, 지금은 이에미쓰를 지지하는 입장'임을 보여주는 일화도 있다.
- 쇼군으로 취임하면서 이에미쓰의 선언은 "할아버님이나 아버님과는 달리 나는 태어날 때부터 쇼군이오. 따라서 다이묘들은 향후 내게 신종의 예를 갖추어야 할 것이오. 이론이 있다면 자신들의 나라로 돌아가 싸움의 준비를 하시오."라는 대단히 위압적인 것이었다. 이에 대해 마사무네는 "이 마사무네는 물론이요, 이론이 있는 사람은 없습니다."라고 즉석에서 이에미쓰의 말을 이어, 자리에 모인 모두가 그에게 엎드렸다고 한다.
- 이에미쓰가 매사냥에 심취한 나머지 번번이 사냥터에서 외박하고 오는 일이 생기자 곤란해진 막부 각료들이 마사무네에게 설득을 부탁했고, 마사무네는 이에미쓰를 찾아가 "외박은 그만두시지요. 저도 (그 외박하는 틈을 노려) 이에야스 공의 목을 몇 번이나 노렸던 적이 있습니다."라며 이에미쓰를 설득했다. 이후 이에미쓰는 외박을 하지 않았다고 한다.

## 관련작품

### 소설
장편소설
- 다테 마사무네 (저자:야마오카 소하치)

### 드라마
- 독안룡 마사무네 (원작:야마오카 소하치 , 1987년, NHK 대하드라마) - 와타나베 켄